# Saint-Jean-d’Ormont
Saint-Jean-d’Ormont ist eine französische Gemeinde im Département Vosges in der Region Grand Est. Sie gehört zum Arrondissement Saint-Dié-des-Vosges.  Die Bewohner nennen sich Ormontais.

## Lage
Die Gemeinde Saint-Jean-d’Ormont liegt an der Hure in den Vogesen, acht Kilometer nordnordöstlich von Saint-Dié. Sie grenzt im Norden und Osten an Ban-de-Sapt, im Süden an Saint-Dié-des-Vosges und im Westen an Denipaire.

## Bevölkerungsentwicklung
| Jahr                       | 1962 | 1968 | 1975 | 1982 | 1990 | 1999 | 2006 | 2012 | 2021 |
| Einwohner                  | 126  | 123  | 181  | 194  | 195  | 182  | 162  | 135  | 123  |
| Quellen: Cassini und INSEE |      |      |      |      |      |      |      |      |      |

## Sehenswürdigkeiten

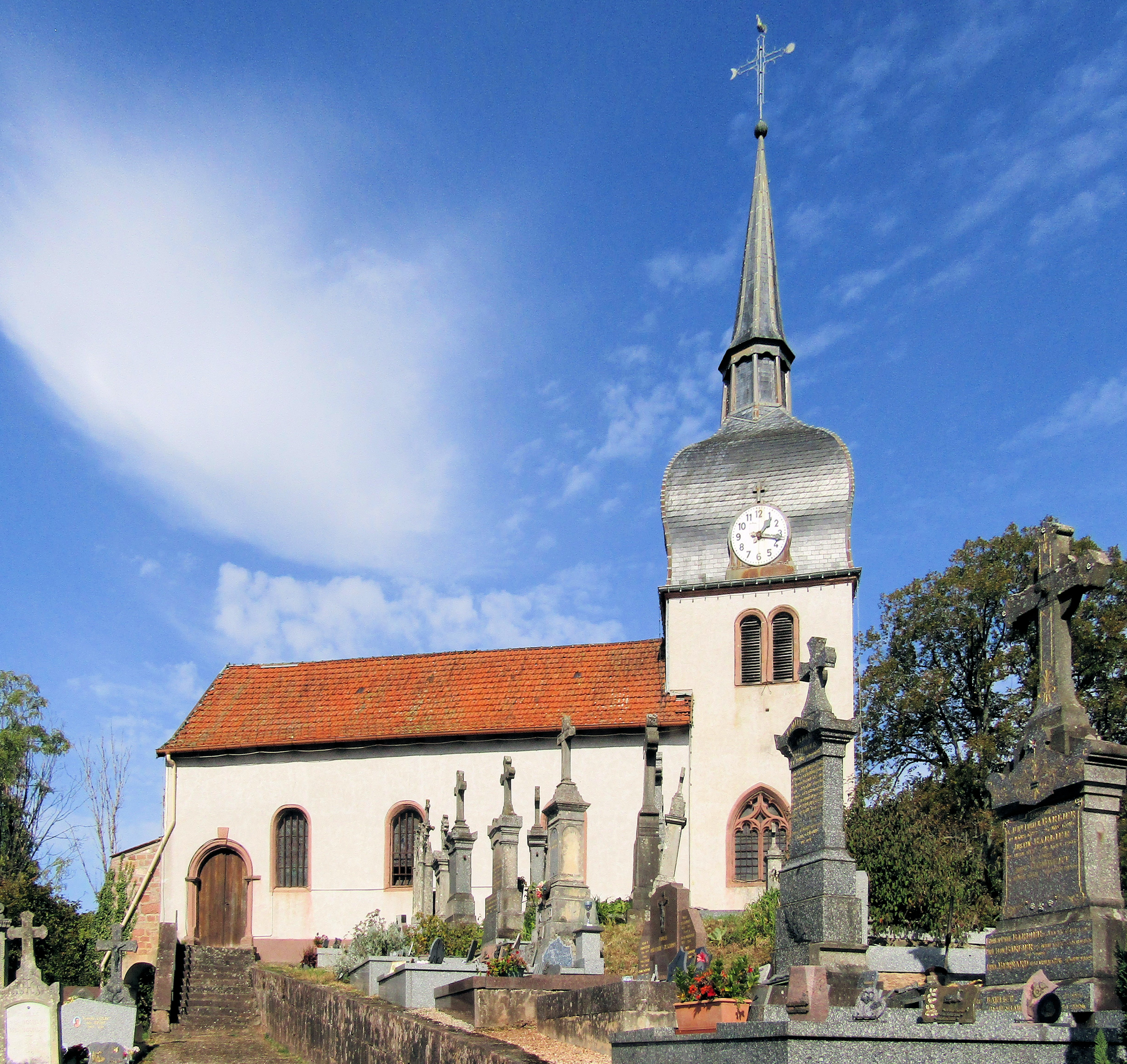
Kirche Saint-Jean-Baptiste
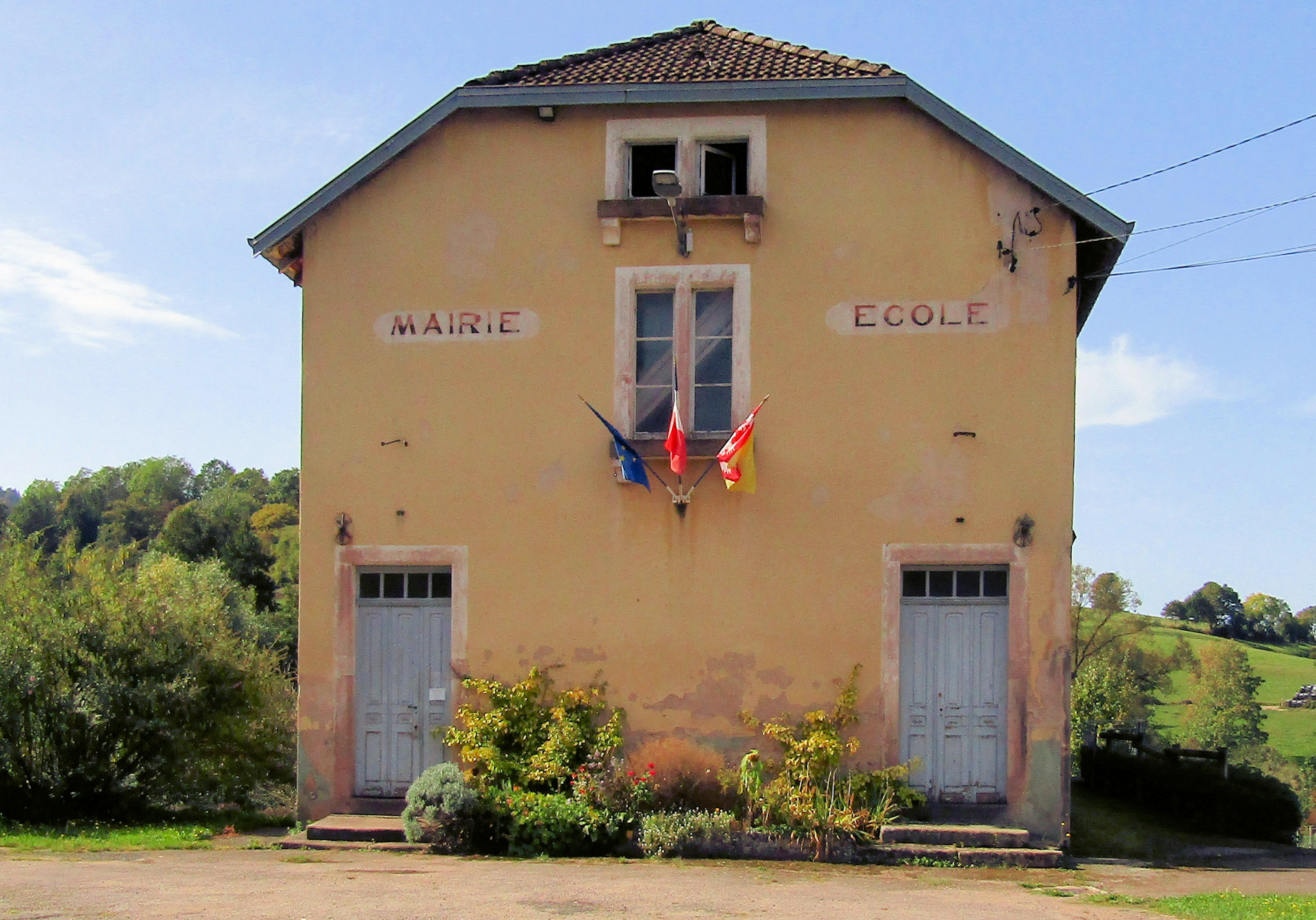
Rathaus- und Schulgebäude
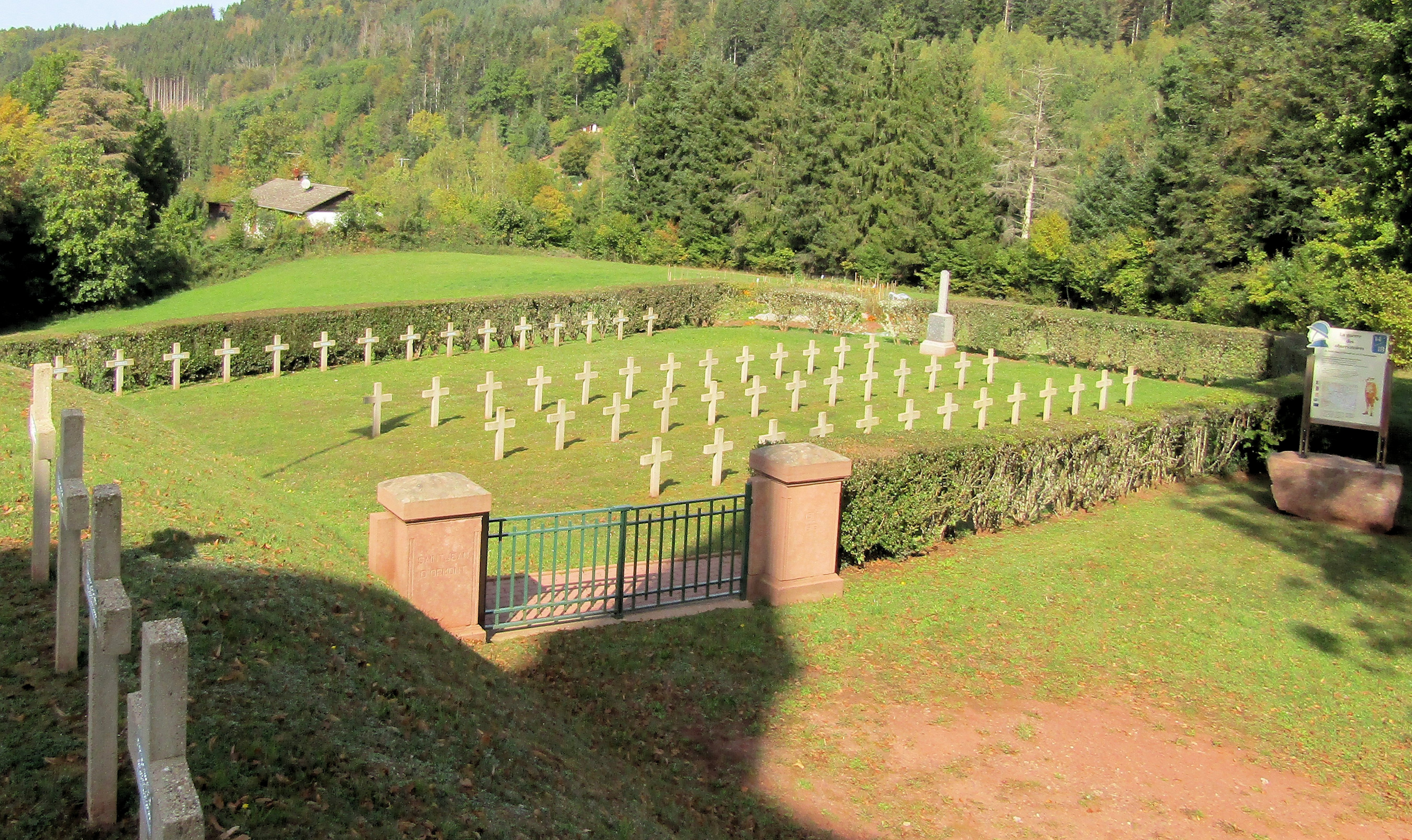
Soldatenfriedhof hinter der Kirche

- französischer Soldatenfriedhof

- Kirche Saint-Jean-Baptiste
- Rathaus- und Schulgebäude
- Soldatenfriedhof hinter der Kirche